# Spilopodiella arxii
Spilopodiella arxii är en svampart som beskrevs av E. Müll. 1989. Spilopodiella arxii ingår i släktet Spilopodiella, ordningen disksvampar, klassen Leotiomycetes, divisionen sporsäcksvampar och riket svampar.   Inga underarter finns listade i Catalogue of Life.